# Brethren in Christ Church
De Brethren in Christ Church (BIC) is een christelijke stroming afkomstig uit de Verenigde Staten. De kerk heeft haar wortels in de Mennonietenkerk, radicaal piëtisme en de Heiligingsbeweging geïnspireerd door John Wesley. Ze zijn ook bekend als River Brethren en River Mennonites. De Canadese denominatie heet Be In Christ.

## Geschiedenis
Brethren in Christ hebben hun oorsprong in Pennsylvania. Tussen 1775 en 1788 zijn er een groep Mennonieten uit de omgeving van de plaats Marietta in de buurt van de Susquehanna Rivier. Ze komen bij elkaar om de bijbel te bestuderen en tot God te bidden. Deze groep vormt het begin van de Brethren in Christ Church. Zij komen tot de conclusie dat een gelovige maar op een manier gedoopt kan worden. Namelijk door een drievoudige onderdompeling. Waarbij de kandidaat knielt in het water en drie keer wordt ondergedompeld met het gezicht eerst, in de naam van God de Vader, God de Zoon en God de Heilige Geest. Daarmee onderscheiden zij zich van de wederdopers en mennonieten. In die tijd worden zij de River Brethren genoemd.
De eerste broeders vermijden wereldse activiteiten zoals politiek of kaarten. Men wilde zich van de wereld afscheiden. Dit kwam onder anderen naar voren door de eenvoudige kleding, het vermijden van sieraden en hoofdbedekking voor de vrouwen. Men had ook geen kerkgebouwen maar kwam bijeen in huizen en schuren. Halverwege de jaren 50 van de vorige eeuw zijn deze regels versoepeld. De kledingvoorschriften verdwenen. Muziekinstrumenten die ooit verboden waren kregen een prominente plek in de diensten en huizen.
Rond 1788 vertrok een deel van de broeders naar Canada. Hier stonden ze bekend als Dunkers. Dit refereerde aan hun manier van dopen. Andere broeders vestigden zich in Amerikaanse Staten als: Ohio, Indiana, Michigan, Iowa, Kansas, Oklahoma en Californië.
Tijdens de Amerikaanse Burgeroorlog worden zij door de wet gedwongen om officieel geregistreerd te worden. Vanaf dat moment is de officiële naam de Brethren in Christ Church.
In het midden van de 19e eeuw zijn er twee schisma's geweest. Een kleine progressieve groep in Pennsylvania werd verdreven omdat ze een kerkgebouw hadden gebouwd in plaats van door te gaan met het houden van diensten in huizen en schuren. De nieuwe groep werd bekend als de United Zion's Children (later United Zion Church ). Omstreeks dezelfde tijd stapte een conservatieve groep uit de gemeente. Zij vonden dat er niet genoeg afstand werd genomen van hen die een kerkgebouw hadden gebouwd. Deze meer conservatieve groep noemde zichzelf de Old Order River Brethren (soms aangeduid als Yorkers, maar nu bij voorkeur Old Order Brethren).

## Standpunten van geloof
De huidige geloofsartikelen en leerstellingen van de kerk zijn in 1986 aangenomen. De kerk gelooft in God de Vader, God de Zoon en God de Heilige Geest. Die zichzelf heeft geopenbaard door de bijbel.
De kerk gelooft dat door de keuze van Adam en Eva de zonde in de wereld is gekomen. Daardoor hebben de nakomelingen een zondige natuur geërfd. Door de dood en opstanding van Jezus is er weer verzoening gekomen tussen God en mensen. Men gelooft in de vrije wil van de mens om voor een geloofsleven te kiezen. Men komt tot dit leven door een persoonlijke bekering, belijden en vergeving van zonden. Dan krijgt men een nieuw leven geïnspireerd door de Heilige Geest. Men gelooft in een leven dat nadat men vergeving van de zonde heeft gekregen door de kracht van de Heilige Geest een leven kan leiden in heiligheid zonder de zonde. In plaats van de zonde komen er deugden voor in de plaats.
De kerk gelooft ook in eeuwig leven waarin de gelovigen vrij zijn van de gevolgen van de zonde en met Christus tot in eeuwigheid zullen regeren.
De kerk kent een aantal belangrijke sacramenten. De doop door een drievoudige onderdompeling en het avondmaal zijn verordeningen van de kerk. Daarnaast zijn:
- het huwelijk tussen man en vrouw als levenslange verbintenis
- het wassen van de voeten
- het opdragen van kinderen
- bidden voor zieken met handoplegging en zalving met olie

belangrijke handelingen, maar worden geen verordeningen genoemd.

## De huidige stand
Tijdens de algemene conferentie van het kerkgenootschap in 2006 hadden de Brethren in Christ Church in Noord-Amerika ongeveer 295 kerken in de Verenigde Staten en Canada. Vanaf 2001 waren er in de Verenigde Staten 20.739 leden in 232 kerken. Pennsylvania blijft het centrum van de gemeenschap met bijna de helft van de totale gemeenten en een meerderheid van zijn leden. Er zijn echter talloze gemeenten in andere staten, met name in Florida, Ohio en Californië. De hoofdvestiging van het kerkgenootschap is in Grantham, Pennsylvania, naast de Grantham BIC Church en de Messiah University. Er zijn 1.100 kerken in 23 landen met een wereldwijd lidmaatschap van ongeveer 80.000. De BIC-kerk onderhoudt een band met de doopsgezinde kerken door samen te werken met het Mennonite Central Committee.
De kerkelijke organisatie is verdeeld in zeven regionale conferenties (elk vertegenwoordigd door een bisschop die zitting heeft in de Leiderschapsraad) en één subconferentie. De conferenties zijn als volgt: Allegheny, Atlantic, Great Lakes, Midwest, Pacific, Southeast en Susquehanna; de subconferentie wordt gecentreerd rond Miami, Florida, en concentreert zich op Spaanse ministeries. Messiah College in Grantham en Niagara Christian Collegiate in Fort Erie, Ontario, Canada, zijn aangesloten bij de BIC.
In 2012 splitsten de Brethren in Christ Church in Noord-Amerika zich op in twee verschillende conferenties: The Brethren in Christ Church in de VS en Brethren in Christ Canada. In 2018 waren er ongeveer 160.000 gelovigen in meer dan 30 landen over de hele wereld.

## Bekende leden
- Jay Smith, christelijke apologeet[6]
- Bruxy Cavey, predikant en auteur
- Harold Albrecht, voormalig Canadees parlementslid[7] voor de regio Kitchener-Conestoga in Ontario, oprichter van Pathway Community Church in Kitchener, Ontario.[8]